# Wilhelm von Schedelich
Wilhelm von Schedelich (* im 14. Jahrhundert; † im 15. Jahrhundert) war Domherr in Münster.

## Leben
Wilhelm von Schedelich entstammte der westfälischen Burgmännerfamilie Schedelich, die ihren Sitz über sechs Generationen im Rittergut Osthoff hatte. Er war der Sohn des Heinrich von Schedelich und dessen Gemahlin Elseke ??. Er findet als Domherr zu Münster erstmals am 5. April 1417 urkundliche Erwähnung und war im Besitz der Obedienz Blasii bzw. Sommersell. Die Quellenlage gibt über seinen weiteren Lebensweg keinen Aufschluss.